# Sportvagns-VM 1982
Sportvagns-VM 1982 kördes över totalt 8 omgångar.

## Delsegrare
| Bana                  | Vinnare                                    | Märke   |
| --------------------- | ------------------------------------------ | ------- |
| Monza 1000 km         | Henri Pescarolo Giorgio Francia            | Rondeau |
| Silverstone 6-timmars | Michele Alboreto Riccardo Patrese          | Lancia  |
| Nürburgring 1000 km   | Michele Alboreto Riccardo Patrese Teo Fabi | Lancia  |
| Le Mans               | Jacky Ickx Derek Bell                      | Porsche |
| Spa 1000 km           | Jacky Ickx Jochen Mass                     | Porsche |
| Mugello 6-timmars     | Piercarlo Ghinzani Michele Alboreto        | Lancia  |
| Fuji 6-timmars        | Jacky Ickx Jochen Mass                     | Porsche |
| Brands Hatch 1000 km  | Jacky Ickx Derek Bell                      | Porsche |

## Förar-VM
| Plats | Förare           | Poäng |
| ----- | ---------------- | ----- |
| 1     | Jacky Ickx       | 127   |
| 2     | Riccardo Patrese | 116,5 |
| 3     | Derek Bell       | 109   |
| 4     | Teo Fabi         | 107,5 |
| 5     | Michele Alboreto | 101   |

## Märkes-VM
| Plats | Märke               | Poäng |
| ----- | ------------------- | ----- |
| 1     | Porsche             | 75    |
| 2     | Rondeau             | 70    |
| 3     | Aston Martin Nimrod | 24    |
| 4     | WM-Peugeot          | 21    |
| 5     | Ford                | 10    |